# Nivelle
Nivelle és un municipi francès, situat a la regió dels Alts de França, al departament del Nord. L'any 2006 tenia 1.219 habitants. Limita al nord amb Thun-Saint-Amand, al nord-est amb Château-l'Abbaye, a l'est amb Bruille-Saint-Amand, al sud amb Saint-Amand-les-Eaux i a l'oest amb Lecelles.

## Demografia
| 1962                                       | 1968 | 1975 | 1982  | 1990  | 1999  | 2006  |
| ------------------------------------------ | ---- | ---- | ----- | ----- | ----- | ----- |
| 949                                        | 993  | 978  | 1.011 | 1.230 | 1.187 | 1.219 |
| Des de 1962: població sense dobles comptes |      |      |       |       |       |       |

## Administració
| Període   | Identitat      | Partit |
| --------- | -------------- | ------ |
| 1977-2001 | Roger Messager |        |
| 2001-     | Jacques Dubois |        |